# Idre
Idre (sydsamisk: Eajra) er en by ved Idresjön i Älvdalens kommun i den nordvestlige del af Dalarna, 30 km nordvest for Särna. I Idre flyder Storån og Sörälven sammen og danner Österdalälven, hvor Idresjön utgör den første del. Den største vej til og fra Idre er riksväg 70.
I fjeldområderne omkring Idre findes rensdyrsbesætninger der bestyres af Idre sameby, som er Sveriges sydligste sameby. 
Idre er et velkendt vintersportssted med betydelige faciliteter i fjeldene omkring det lille samfund. Den største af disse er Idre Fjäll. Idre har også en sommersæson med orientering, golf, fjeld vandring, ridning og lystfiskeri som de störste aktiviteter.